# East of England
East of England (Estul Angliei) este una dintre cele nouă regiuni ale Angliei. Este cunoscută de asemenea sub denumirea istorică de East Anglia. Relieful este în mare parte plat cu cel mai înalt punct aflat la aproximativ 245 de metri.

## Diviziuni administrative
Regiunea este formată din următoarele comitate (ceremoniale și ne-metropolitate) și autorități unitare:
| Harta              | Comitat ceremonial | Comitat/Autoritate unitară | Districte   |
| ------------------ | ------------------ | --- | ----------- |
|                    | Essex              | 1. Thurrock | 1. Thurrock |
| 2. Southend-on-Sea | Essex              | |             |
| 3. Essex           | Essex              | Harlow, Epping Forest, Brentwood, Basildon, Castle Point, Rochford, Maldon, Chelmsford, Uttlesford, Braintree, Colchester, Tendring   |             |
| 4. Hertfordshire   | 4. Hertfordshire   | Three Rivers, Watford, Hertsmere, Welwyn Hatfield, Broxbourne, East Hertfordshire, Stevenage, North Hertfordshire, St Albans, Dacorum |             |
| Bedfordshire       | 5. Luton           | 5. Luton |             |
| Bedfordshire       | 6. Bedfordshire    | Bedford, Mid Bedfordshire, South Bedfordshire                                                                                         |             |
| Cambridgeshire     | 7. Cambridgeshire  | Cambridge, South Cambridgeshire, Huntingdonshire, Fenland, East Cambridgeshire                                                        |             |
| Cambridgeshire     | 8. Peterborough    | |             |
| 9. Norfolk         | 9. Norfolk         | Norwich, South Norfolk, Great Yarmouth, Broadland, North Norfolk, King's Lynn and West Norfolk, Breckland                             |             |
| 10. Suffolk        | 10. Suffolk        | Ipswich, Suffolk Coastal, Waveney, Mid Suffolk, Babergh, St Edmundsbury, Forest Heath                                                 |             |